# Bactris horridispatha
Bactris horridispatha är en enhjärtbladig växtart som beskrevs av Larry Ronald Noblick och Andrew James Henderson. Bactris horridispatha ingår i släktet Bactris och familjen Arecaceae. Inga underarter finns listade i Catalogue of Life.

## Bildgalleri

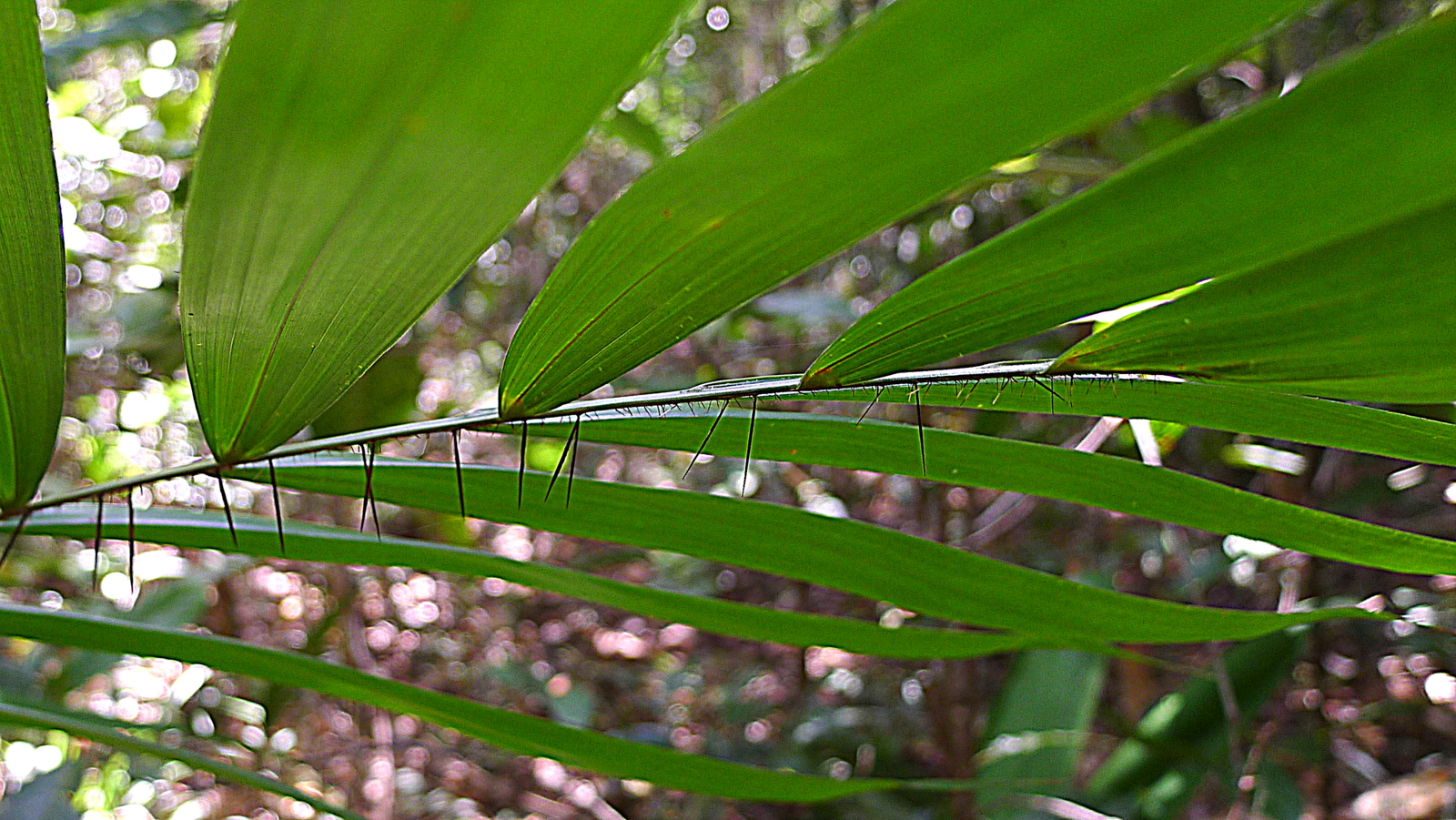
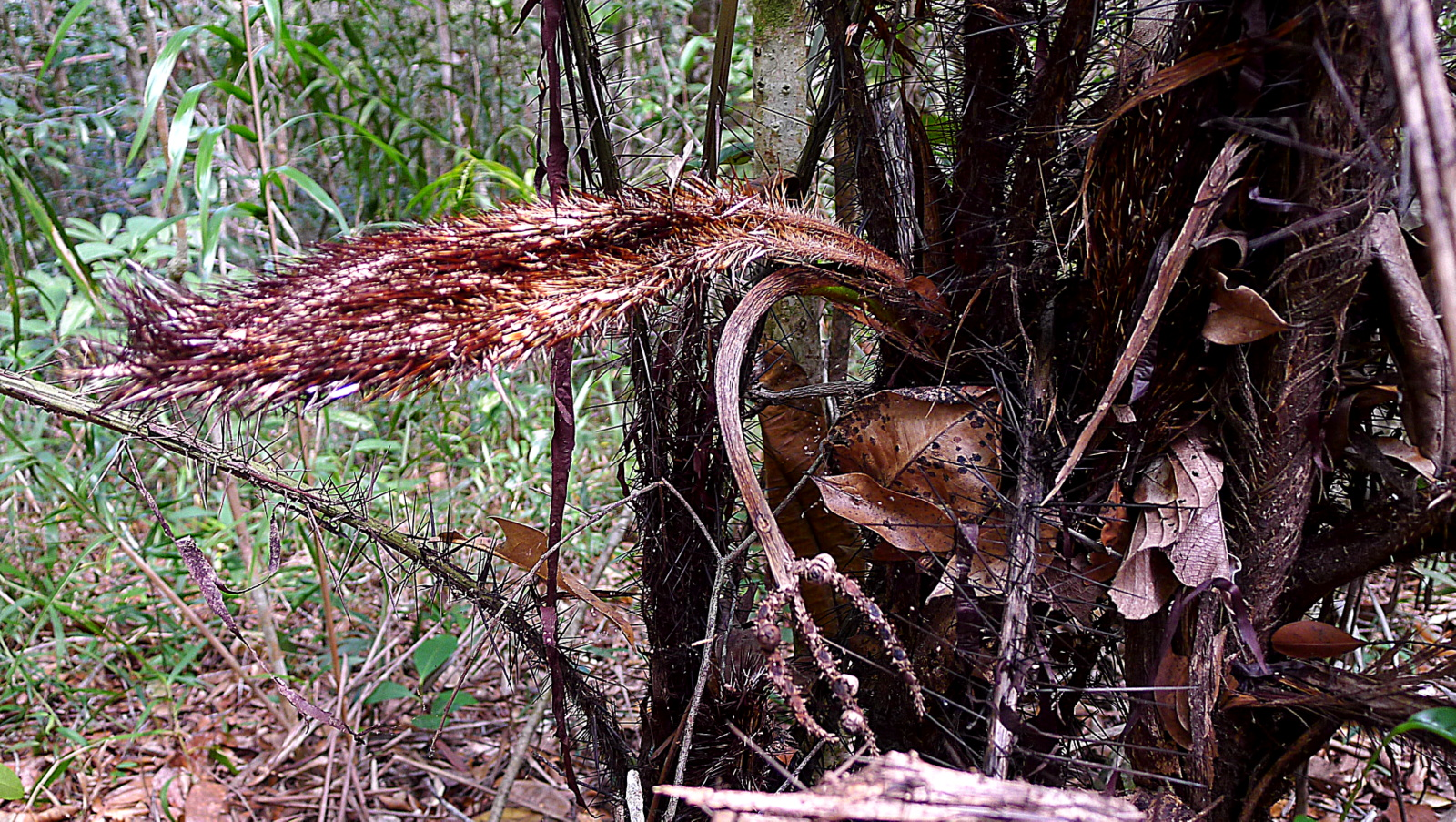
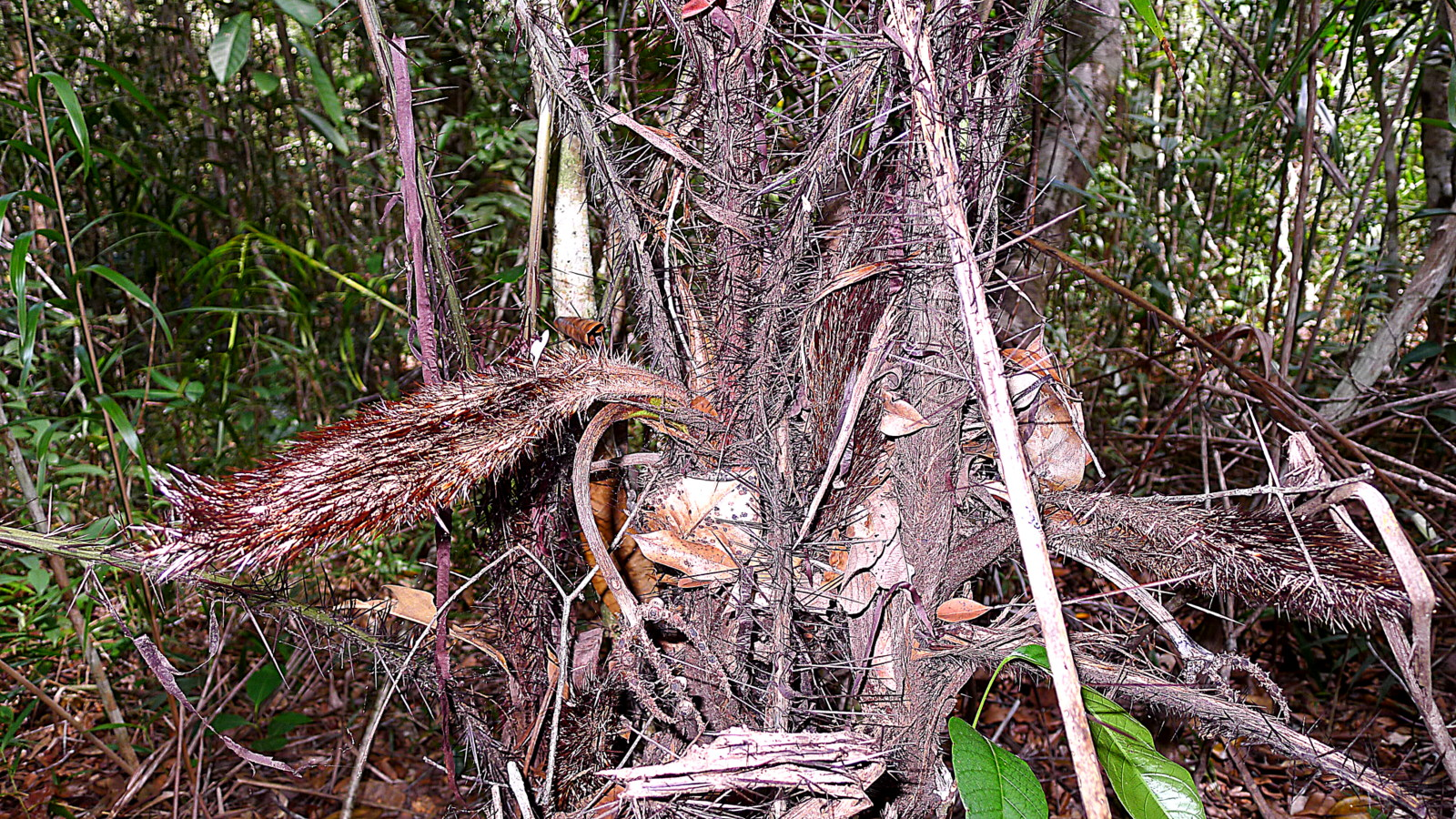
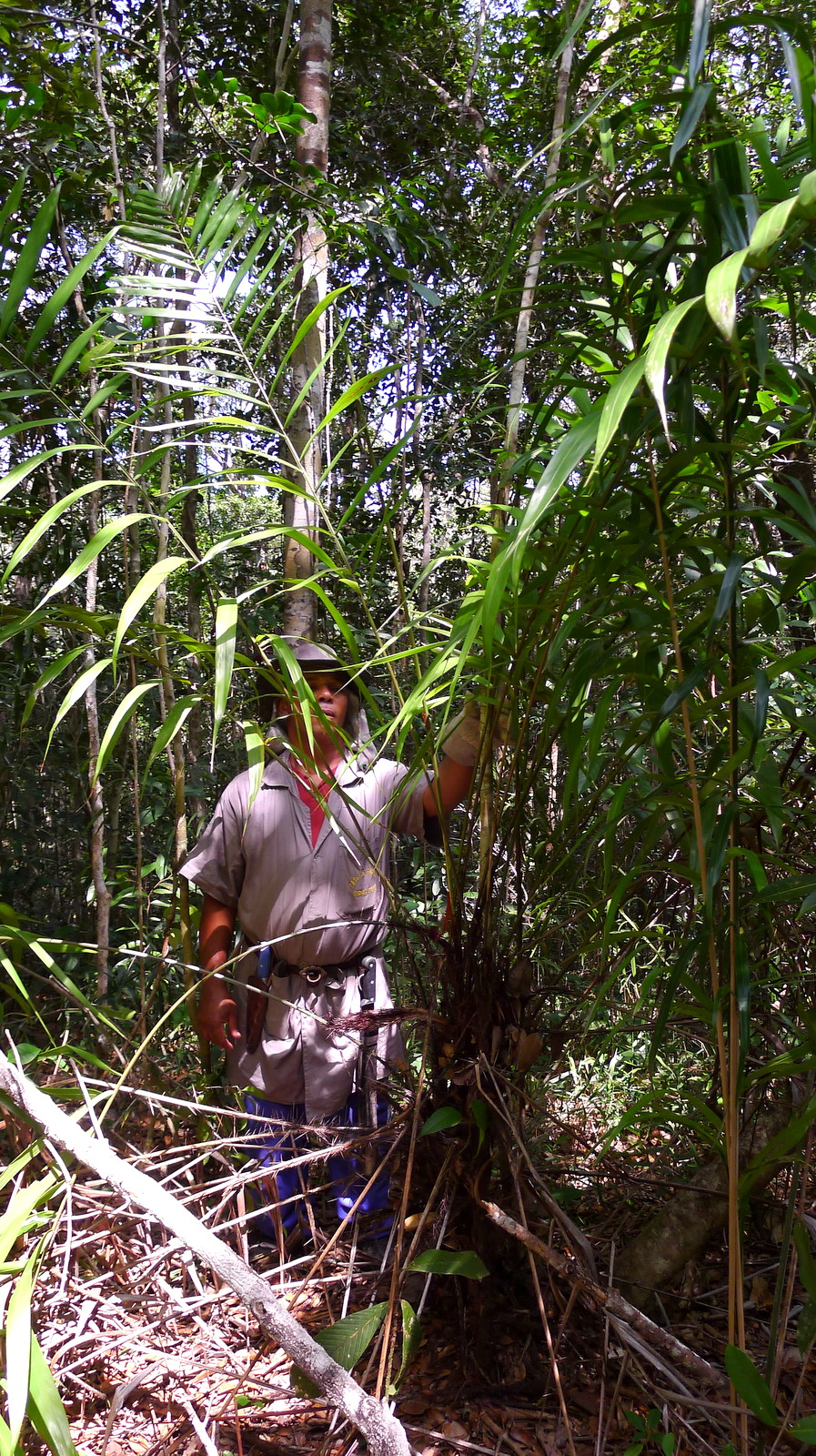